# San Francisco Morazán
San Francisco Morazán è un comune del dipartimento di Chalatenango, in El Salvador.